# Victor Largeau
Léon Victor Largeau (Magné, 21 juin 1842 - Niort, 26 mars 1897) est un explorateur et administrateur colonial français, père de Victor Emmanuel Largeau.

## Biographie
Soutenu par Henri Duveyrier et par Charles Maunoir, il tente en 1874 d'obtenir l'aide financière de la Chambre de Commerce de Marseille pour organiser un voyage commercial et scientifique à Ghadames. La Chambre de Commerce de Philippeville en Algérie et le Conseil général du département de Constantine lui donnent alors quelques subsides.
En 1875, en passant par Hassi Bothin, il atteint enfin Ghadames et rejoint El Oued. Avec Louis Say, il revient l'année suivante à Ghadames par la route de Berresof et rentre par El Oued sans avoir obtenu l’accompagnement des marchands qu'il souhaitait.
Chargé d'étudier un tracé de chemin de fer à travers le Sahara (1877) passant par Ouargla, l'oued Mya et le Tidikelt, il ne parvient pas à dépasser Hassi Smeila, les habitants d'In Salah refusant de recevoir des Infidèles.
Abandonnant l'exploration en 1881 après le massacre de la mission Flatters, il entre dans l'administration coloniale et sert au Sénégal (1885) puis au Congo (1894). Rentré en France en 1896, il meurt l'année suivante à Niort.

## Travaux
- La Vengeance d'Ali, poème arabe, traduit par Victor Largeau, 1875
- Voyage dans le Sahara et à Ghadamès, Bulletin de la Société de Géographie, 1877, p. 35
- Le Sahara : premier voyage d'exploration, 1877
- Le pays de Rirha, Ouargla, voyage à Ghadamès, 1879
- Flore saharienne : histoires et légendes, traduites de l'arabe par Victor Largeau, 1879
- Le Sahara algérien, les déserts de l'Erg, 1881
- Encyclopédie pahouine, Congo français. Éléments de grammaire et dictionnaire français-pahouin, posth, 1901